# Union (mathématiques)
Pour les articles homonymes, voir Union et Réunion.
Dans la théorie des ensembles, l'union ou réunion est une opération ensembliste de base. En algèbre booléenne, l'union est associée à l'opérateur logique « ou inclusif » et est notée ∪.

L'union des ensembles A et B est représentée dans ce diagramme de Venn par l'ensemble de la zone colorée en violet.

## Union de deux ensembles
L'union de deux ensembles A et B est l'ensemble qui contient tous les éléments qui appartiennent à A ou appartiennent à B. On la note A ∪ B et on la dit « A union B »
Formellement :
Par exemple l'union des ensembles A = {1, 2, 3} et B = {2, 3, 4} est l'ensemble {1, 2, 3, 4}.

## Propriétés algébriques
- L'union est associative, c'est-à-dire que, pour des ensembles A, B et C quelconques, on a :
(A ∪ B) ∪ C = A ∪ (B ∪ C).
- L'union est commutative, c'est-à-dire que, pour des ensembles A et B quelconques, on a :
A ∪ B = B ∪ A.
- L'intersection est distributive sur l'union, c'est-à-dire que, pour des ensembles A, B et C quelconques, on a :
A ∩ (B ∪ C) = (A ∩ B) ∪ (A ∩ C).
- L'union est distributive sur l'intersection, c'est-à-dire que, pour des ensembles A, B et C quelconques, on a :
A ∪ (B ∩ C) = (A ∪B) ∩(A ∪ C).

## Union d'une famille d'ensembles
On généralise ce concept à un ensemble quelconque {\displaystyle X} d'ensembles (non nécessairement réduit à une paire, ni même fini) : sa réunion, notée {\displaystyle \bigcup X}, a pour éléments tous les {\displaystyle x} pour lesquels il existe un {\displaystyle E\in X} tel que {\displaystyle x\in E} (si X est l'ensemble vide, cette réunion est donc vide). L'axiome de la réunion est l'affirmation que {\displaystyle \bigcup X} est un ensemble.
On peut alors définir la réunion d'une famille quelconque d'ensembles {\displaystyle (E_{i})_{i\in I}} : c'est la réunion de l'ensemble {\displaystyle X=\{E_{i}|i\in I\}}. Cette réunion notée {\displaystyle \bigcup _{i\in I}E_{i}} est donc l'ensemble des éléments {\displaystyle x} pour lesquels il existe un {\displaystyle i\in I} tel que {\displaystyle x\in E_{i}}. Formellement :
La distributivité de l'intersection ci-dessus s'étend aux familles :